# La Isla de los Inventos
La Isla de los inventos es un espacio recreativo y cultural de 5.140 m² cubiertos, organizado por el municipio de Rosario, Argentina. Se emplaza en calle Wheelwright 1402, en el centro de la ciudad, a metros del remodelado edificio del Distrito Centro "Antonio Berni" y recibe la visita mensual de más de 12.000 personas.

## Descripción
La Isla de los Inventos es un proyecto urbano pedagógico que abrió sus puertas en la primavera de 2003 constituyendo un centro cultural dedicado a la infancia que, con espectáculos, presentaciones, trayectos formativos y propuestas para la investigación, completa el llamado Tríptico de la Infancia (proyecto municipal que engloba este espacio, la Granja de la Infancia y el Jardín de los Niños.
Es un lugar para investigar, explorar y aprender a través de dispositivos lúdicos e invenciones novedosas que invitan a poner el cuerpo en juego y el pensamiento en acción, fusionando ciencias, arte y tecnología a través de lenguajes, diseños, medios y formatos; conformando así un punto de encuentro para chicos y grandes. 
El proyecto arquitectónico logró la recuperación patrimonial de la antigua ex estación de trenes Rosario Central, la cual fue especialmente reacondicionada con un estilo contemporáneo para tal fin. Se reconstruyeron andenes, galpones, boleterías y otras dependencias y se construyeron el centro de experimentación docente, aulas, oficinas, puentes y cerramientos.

## Espacios

### Los andenes de la Estación
Forman un paseo público y lugar de encuentro para todas las edades donde se pueden disfrutar de exposiciones y muestras interactivas. También se usa para la realización de presentaciones de investigaciones, congresos, encuentros y espectáculos. 
Actualmente se puede visitar "La Fábrica Social del Afecto", una exposición interactiva con juegos para crear una ciudad soñada, letreros de chapa de calles para armar poesía con los nombres de las mismas, un diario, lenguajes inventados, plaza de juegos con letras, mapas de nombres, pasaportes del alma, palabras clandestinas, diseño de vestuario y diseño gráfico. La muestra incluye teatro, música, artes urbanas, paneles, conferencias, proyecciones, talleres de filosofía, objetos textiles y técnicas en papel.

### Las Fábricas
Son un homenaje al mundo del trabajo. Se puede diseñar y construir distintos objetos para todas las edades. Se trabaja con diferentes herramientas y técnicas. Así tenemos:
- La Fábrica de Madera (diseño, corte, lijado, ensamblado, marcado y pintura para construcción colectiva de autos de juguetes, legos de madera y bloques).
- La Fábrica Textil (costura, bordado, teñidos, tejidos, estampados, hilado artesanal, trenzado, construcción de muñecos, vestidos, títeres y mantas en "patchwork").
- La Fábrica de Papel (elaboración de papel, papeles experimentales, pintura, grabado, encuadernación tradicional y libros objeto, juguetes de papel, cartas, estafeta postal y taller de corazones).
- La Fábrica de Cerámica (piedra, arena y barro componen la textura de los primeros materiales en la construcción de objetos de diseño de uso cotidiano).
- La Fábrica de Leer (exposición de libros bellos y antiguos, rincones de lectura para grandes y chicos, juegos de letras y palabras).
- La Fábrica de Animación (espacio del mundo del cine de animación con troquelados, transparencias, zootropos, taumatropos, captura de imágenes por computadoras y fotografía digital intervenida). Desde abril del 2006 funciona en este mismo espacio la Escuela para Animadores, curso de 7 meses para 30 dibujantes adultos.

### El Espacio Infinito
Es un área de formación de saberes desde la percepción, la imaginación y el concepto; busca y recorre explorando el conocimiento mediante guías, talleres, asesoramiento y juegos. Apunta al cruce de las ciencias, la multiplicidad de lenguajes y formatos para entretener a un pensamiento inquieto. Incluye: 
- Sala del tiempo: navegación por el hipertexto.
- El Libro de Arena: La ciencia y sus enigmas, relatividad e incerteza, el lenguaje y la fotografía para atrapar el instante, rituales y relojes.
- Sala de pócimas: ritual de construcción. Laboratorio de alquimias para la producción de fórmulas y pócimas.
- Sala del origen: audición de canciones de cuna.
- Sala de las estrellas: espectáculo multimedial poético de aproximación científica.
- Sala de las preguntas: charlas y diálogos entre grandes y chicos para encontrar interrogantes, conocer teorías, buscar los puntos de cruce entre arte y ciencia y ética y estética.

### El Ferrocarril
Es un espacio de recreación ferroviaria donde se puede recorrer y conocer los vagones, las señales, las vías y la casa del guardabarreras. Hay juegos y aprendizajes por el mundo del riel, historia del ferrocarril en Rosario y la poética de los trenes para incentivar los viajes de la imaginación.

### Centro de Experimentación Docente
Es un territorio de formación para grupos de estudio donde se pueden dictar conferencias, cursos y seminarios. Es un espacio de investigación popular en ciencias, artes, medios, diseño y tecnología. Además cuenta con una sala para espectáculos y proyecciones. Cuenta con: proyectos destinados a docentes de EGB y Polimodal a través de maletas pedagógicas. Un sistema experimental para alentar la investigación en la escuela. Material informativo y científico. Guías de exploración. Servicio de orientación. Cursos y seminarios sobre arte, lenguajes y cuerpo en juego. Apuntes para una cultura de la infancia. Programación cuatrimestral.

### Centro Cultural de los Chicos
Es un lugar para crecer, aprender, participar y crear. Tiene una programación mensual y semestral. Es sede de organismos de infancia y adolescencia. Un puente entre la escuela y la ciudad. Este espacio creado con ojos de niño está formado por:
- Espectáculos de música, teatro, títeres, cuentos, narraciones, proyecciones audiovisuales y artes urbanas, talleres de experimentación sensorial, filosofía para niños, interrogantes de la ciencia y el cuerpo en juego, congresos y encuentros entre grandes y chicos.
- Exposiciones temporales sobre culturas e imaginarios de infancia, eventos de diseño, medios y soportes, encuentros de constructores de juguetes artesanales, de lectura, fotografía, gastronomía y de canción infantil.
- Ediciones de las experiencias de los Congresitos 2004 y 2006 y del Diccionario Urbano, Fábrica Social del Afecto, miniemprendimientos, talleres del Renacimiento y la Bahaus, programa 0-25 y taller de bicicletas.